# Archibald McIntyre

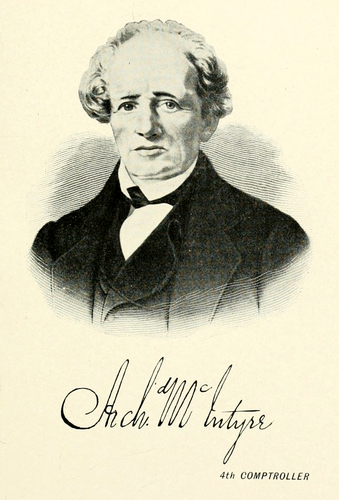
Archibald McIntyre

Archibald McIntyre (* 1. Juni 1772 in Kenmore, Schottland; † 6. Mai 1858 in Albany, New York) war ein US-amerikanischer Händler und Politiker.

## Werdegang
Archibald McIntyre, Sohn von Ann Walker und Daniel McIntyre, wurde während der Regierungszeit von König Georg III. in der traditionellen schottischen Grafschaft Perthshire geboren. Die Familie wanderte 1774 in die Dreizehn Kolonien aus. Seine Kindheit war vom Unabhängigkeitskrieg überschattet. Über seine Jugendjahre ist nichts weiter bekannt.
Er saß von 1798 bis 1799, 1800, von 1800 bis 1801, 1802, 1804, 1812 und von 1820 bis 1821 für das Montgomery County in der New York State Assembly. Von 1801 bis 1806 war er Deputy Secretary of State und von 1806 bis 1821 New York State Comptroller. Er saß 1822 für den Middle District und von 1823 bis 1826 für den 4. Bezirk im Senat von New York (45. bis 49. New York State Legislature). Bei den Präsidentschaftswahlen im Jahr 1828 und 1840 fungierte er als Wahlmann.
Als Partner seines Schwagers David Henderson betrieb er Eisenerzbergwerke in und um North Elba (New York), einschließlich der North Elba Ironworks, der McIntyre Mine und der Adirondack Iron Company. Er beteiligte sich auch an der frühen Erschließung von Jersey City (New Jersey).
Von 1821 bis 1834 betrieb er mit seinem Partner Henry Yates, dem Bruder des Gouverneurs von New York Joseph C. Yates, Lotterien in New York und anderen Staaten. Unter anderem veräußerten sie Tickets für die Union College Lotterie, welche zu einer Auseinandersetzung führte, die erst 1854 entschieden wurde.
Am 20. Mai 1842 wurde die Ithaca and Owego Railroad in einer öffentlichen Versteigerung vom Comptroller in Albany an Henry Yates und Archibald McIntyre für die Summe von 4.500 US-Dollar verkauft, hinzukommend eine Summe von 13.500 US-Dollar für Anlagen. Yates und McIntyre reorganisierten die Eisenbahn am 13. April 1843 zu Cayuga and Susquehanna Railroad Company. 1849 verkauften sie diese dann an die Leggett's Gap Railroad, welche später ein Teil der Delaware, Lackawanna and Western Railroad wurde.
Er wurde auf dem Albany Rural Cemetery in Menands (New York) beigesetzt, von welchem er einer der ersten Trustee war.

## Ehrungen
Die MacIntyre Mountains in den Adirondack Mountains wurde nach ihm zu Ehren benannt.